# Cầu Bắc Luân II
Cầu Bắc Luân II (tiếng Trung: 北仑河二桥) là một cây cầu bắc qua sông Bắc Luân trên biên giới Việt Nam – Trung Quốc.
Cầu kết nối thành phố Móng Cái (tỉnh Quảng Ninh, Việt Nam) với huyện Đông Hưng (Khu tự trị dân tộc Choang Quảng Tây, Trung Quốc), cách cầu Bắc Luân I khoảng 3,2 km về phía hạ lưu.
Cầu Bắc Luân II được xây dựng vĩnh cửu bằng bê tông cốt thép và bê tông cốt thép dự ứng lực, có chiều dài 618 m (trong đó phía Trung Quốc dài 463,5 m, phía Việt Nam dài 154,5 m), mặt cầu rộng 27,7 m. Phần cầu chính được thiết kế dạng cầu vòm dầm hộp bê tông dự ứng lực, có khẩu độ nhịp 105 m.
Công trình có tổng mức đầu tư hơn 336 tỷ đồng, được khởi công vào ngày 22 tháng 11 năm 2014 và khánh thành vào ngày 13 tháng 9 năm 2017.
Ngày 19 tháng 3 năm 2019, UBND tỉnh Quảng Ninh và chính quyền Khu tự trị dân tộc Choang Quảng Tây đã tổ chức lễ thông quan hàng hóa, hành khách tại cầu Bắc Luân II.